# Gaspard Dughet
Pour les articles homonymes, voir Dughet.
Gaspard Dughet, aussi connu sous le nom de Gaspard Poussin ou Le Guaspre, né à Rome le 15 juin 1615 et mort le 27 mai 1675 dans la même ville, est un peintre français.
Artiste de l'époque baroque, il a passé toute sa vie à Rome, spécialisé dans les paysages de la tendance classique.

## Biographie
Gaspard Dughet est le frère de Jean Dughet et le beau-frère de Nicolas Poussin. Il était le fils du cuisinier français établi à Rome qui avait recueilli et soigné Poussin lors d'une grave maladie. À sa guérison, en 1630, Poussin avait épousé Anne-Marie Dughet, sœur de Gaspard. Celui-ci vit jusqu'en 1635 au domicile conjugal de sa sœur où il est sans doute initié à la peinture par Poussin avant de s'orienter vers la réalisation de paysages. Il rencontre rapidement le succès. Il effectue ensuite de nombreux voyages, à Milan, Pérouse, Florence, Naples, et partage sa vie entre Rome, Tivoli et Frascati.
Ses œuvres de jeunesse, mal connues, ont été parfois associées avec les œuvres du « Maître au Bouleau argenté ». Pour d'autres auteurs, ces mêmes œuvres datent de la jeunesse de Poussin.
François-Léandre Regnault-Delalande lui attribue deux paysages, dont l'une dans le goût de Salvator Rosa, de l'ancienne collection de Jacques Augustin de Silvestre (1719-1809), non localisés.
Les tableaux de Dughet sont nombreux dans toutes les grandes galeries-musées de Rome : Barberini, Corsini, Spada, Colonna, etc. Des palais contiennent aussi des fresques. Il est jugé que son chef-d'œuvre en matière de fresques est constitué par les seize que l'on voit à la basilique de San Martino ai Monti.
Il eut pour élève Crescenzio Onofri (it).

## Œuvres
- Rome, galerie Doria Pamphilj :
  - fresques de paysages de la salle des Pays (dei Paesi) ;
  - Salon du Poussin; Paysage avec cascade dans un bois; Paysage avec cascade; Paysage avec falaise; Paysage avec cascade et arbre ; Paysage avec gorge abrupte et cascade; Paysage avec vallée; Paysage avec tronc d'olivier; Paysage avec cascades  ; Paysage avec Ponte Lucano ; Paysage avec ruisseau dans un bois ; Paysage avec des gorges et un arbre au milieu ; Paysage avec l'intérieur d'un bois; Paysage avec sentier; Paysage avec châteaux et lac; Paysage avec des cyprès et des petites figures ;
  - en collaboration avec Guillaume Courtois : Paysage avec saint Eustache ; Paysage avec le bon samaritain ; Paysage avec saint Augustin et l'enfant ; Paysage avec sainte Marie l'Egyptienne ; Paysage avec saint Jean-Baptiste ; Paysage avec Caïn et Abel ; Paysage avec Adam et Ève.

### Hors de Rome
- Paysage, vers 1635, Londres, National Gallery.
- Paysage, vers 1635, deux tableaux en pendant, Chantilly, musée Condé.
- Paysage au bon Samaritain [figures de Louis Michel Van Loo], 1638, huile sur toile, 119 × 171 cm, Montpellier, musée Fabre.
- Paysage côtier avec le mont Carmel, pierre noire et craie sur papier bleu, 42,5 × 31,7 cm[3]. Paris, Beaux-Arts de Paris. Ce dessin est à rapprocher de la fresque Élie montrant à son serviteur le nuage qui s'élève de la mer, réalisée par Giovanni Francesco Grimaldi en 1648 dans l'église San Marino ai Monti à Rome. Ce dessin est une reprise d'une première étude sur le motif d'après la fresque de Grimaldi, conservée au Bowdoin College Museum of Art à Brunswick[4].
- Vue de la campagne de Rome, 1650-1660, Chantilly, musée Condé.
- Paysage, vers 1650-1660, musée des Beaux-Arts de Budapest.
- Paysage de montagnes avec Marie-Madeleine, vers 1660, Madrid, musée du Prado.
- La Cascade de Tivoli, vers 1661, huile sur toile, 99 × 82 cm, Londres, Wallace Collection.
- Paysage du Latium, (1671-1673), huile sur toile, Pinacoteca Querini Stampalia Venise
- Paysage classique avec figures, vers 1672-1675, Birmingham Museum and Art Gallery.
- Paysage avec une figure féminine portant une jarre sur la tête, XVIIe siècle, huile sur toile, 72 x 78 cm, musée des Beaux-Arts d’Orléans[5].

### Dates non documentées
- Paysage avec chasseurs, Cleveland Museum of Art.
- Paysage, Athènes, Pinacothèque nationale, huile sur toile, 48 × 65 cm[6].
- Paysage, Cavaillon, hôtel d'Agar.
- Incendie de Tivoli, Montauban, musée Ingres-Bourdelle[7].
- Paysage : Les Pèlerins d'Emmaüs, huile sur bois, 27,2 × 41,5 cm, musée des Beaux-Arts de Dijon.
- Marine avec Jonas rejeté par la Baleine, huile sur toile, 98,9 × 134 cm, musée des Beaux-Arts de Rouen.
- Paysage avec satyre et chèvre jouant, huile sur toile, 52 × 87 cm, Florence, palais Pitti[8].
- Paysage avec les pêcheurs au bord d'un lac, sanguine, 27,7 × 42,1 cm[9] ; Paysage avec un lac, sanguine, 26,4 × 40,4 cm[10], Paris, Beaux-Arts de Paris. Ces deux dessins sont à rattacher à la fresque réalisée par Dughet en 1667-1668 dans le palais de Lorenzo Onofrio Colonna à Rome et aux tableaux de paysage peints à la détrempe pour le même commanditaire. Ces feuilles ne seraient pas des études préparatoires mais des reprises dessinées de compositions peintes[11].
- Paysage avec figures, musée de Louviers.
- Paysage, musée des Beaux-Arts de Chartres, huile sur toile, legs Madame Heurtault, 1950 (inv. 50.9.1).

## Galerie d'œuvres

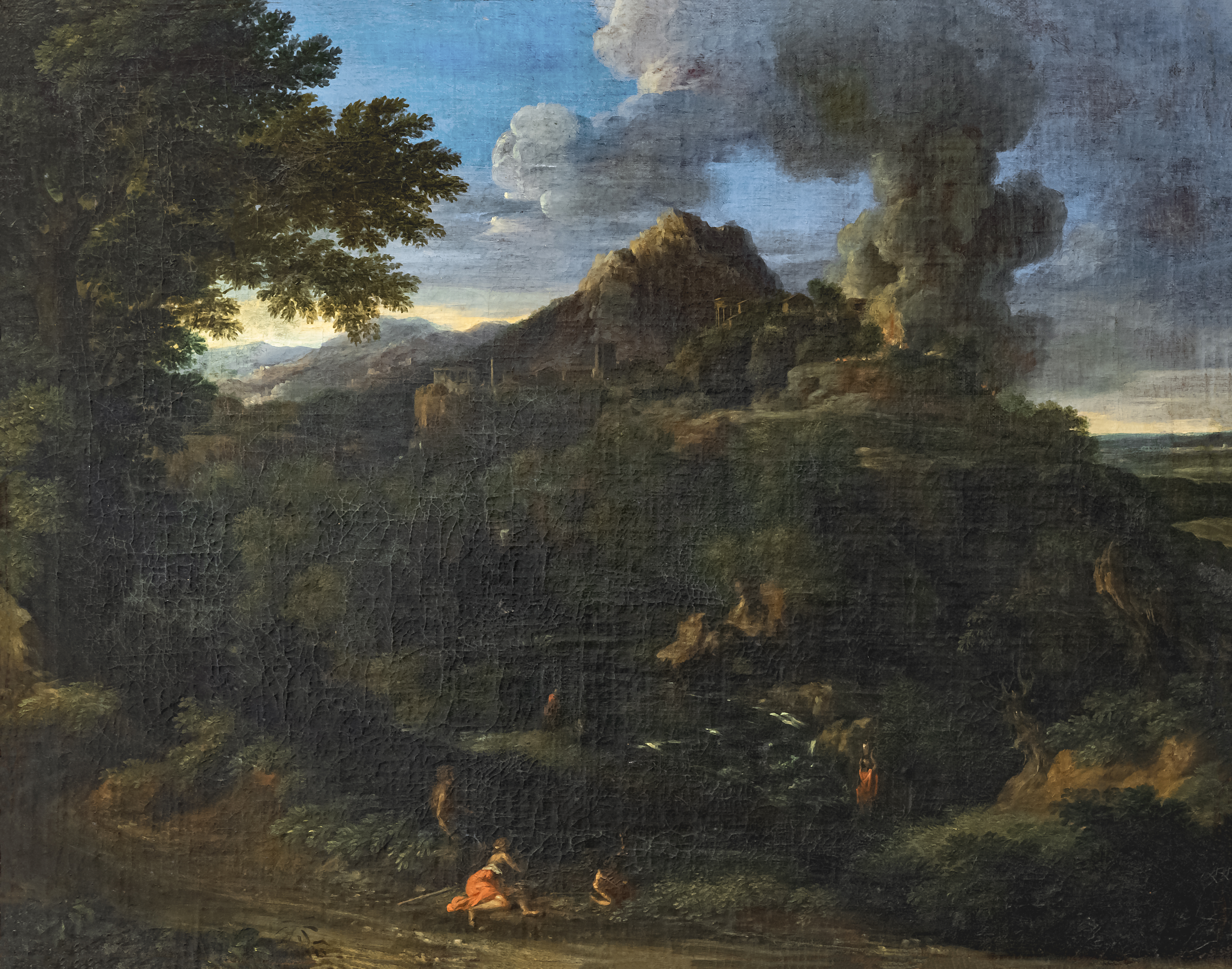
Incendie de Tivoli, Montauban, Musée Ingres-Bourdelle.
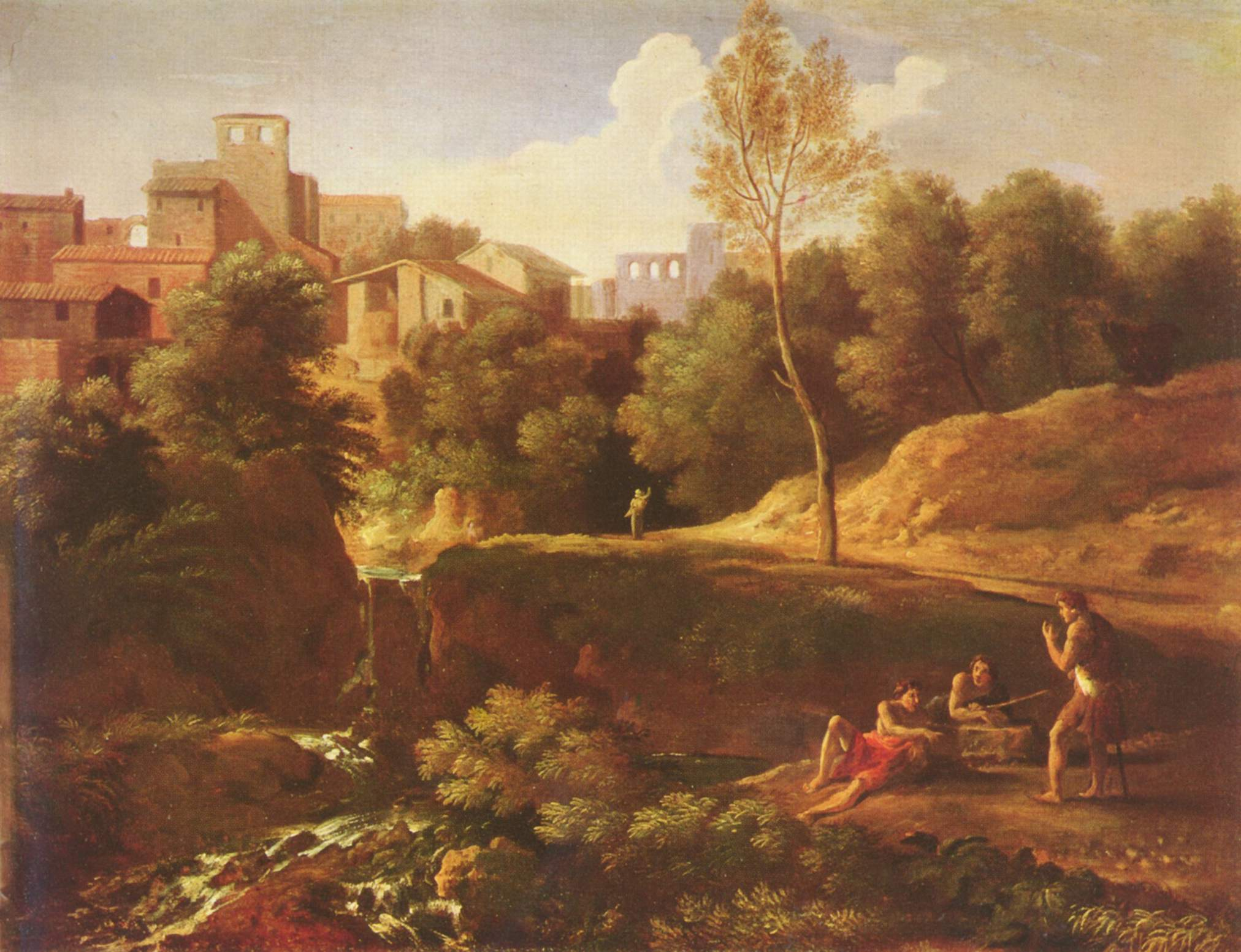
Paysage (1650-1660), musée des Beaux-Arts de Budapest.
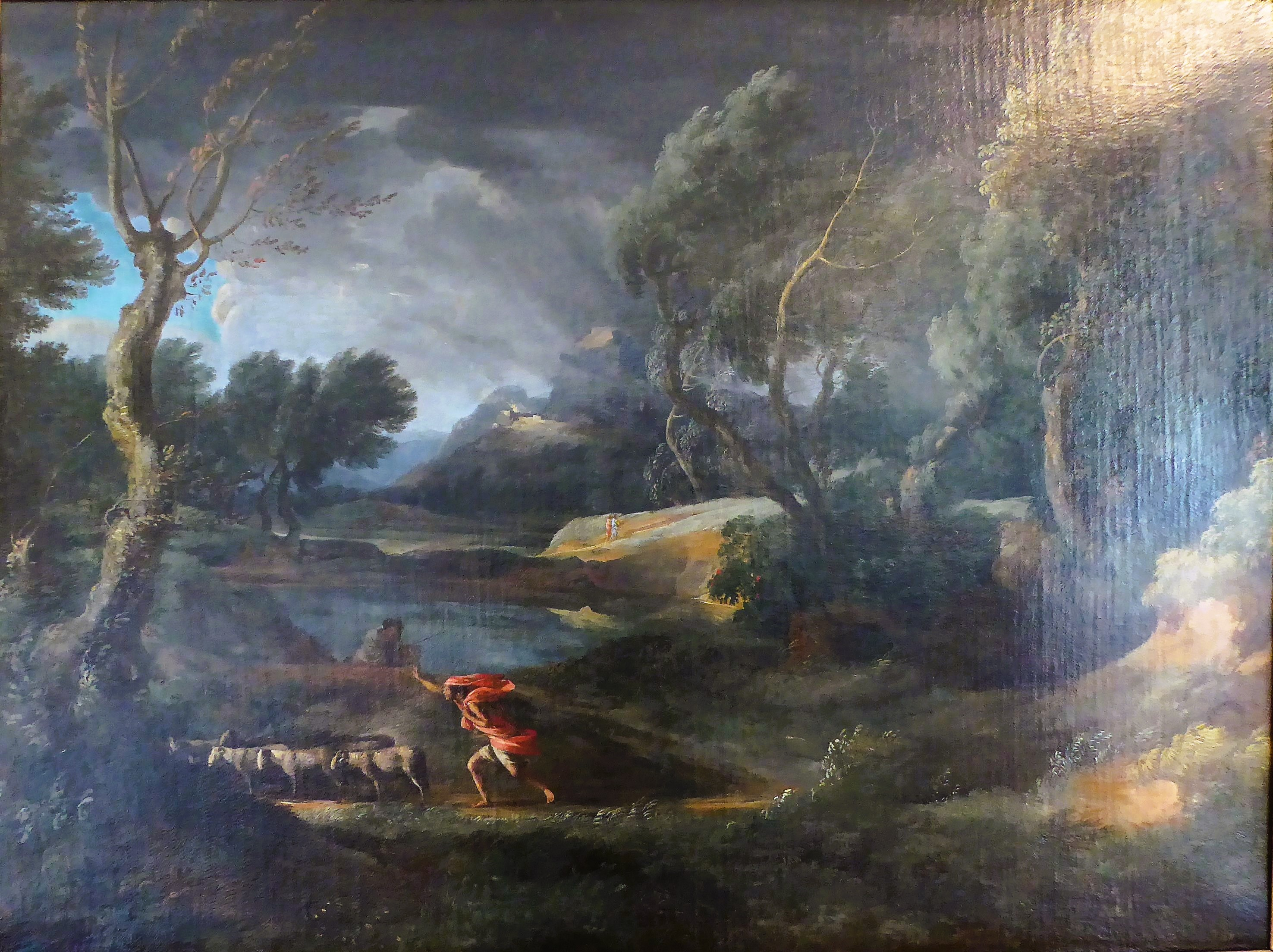
Paysage, musée des Beaux-Arts de Chartres.
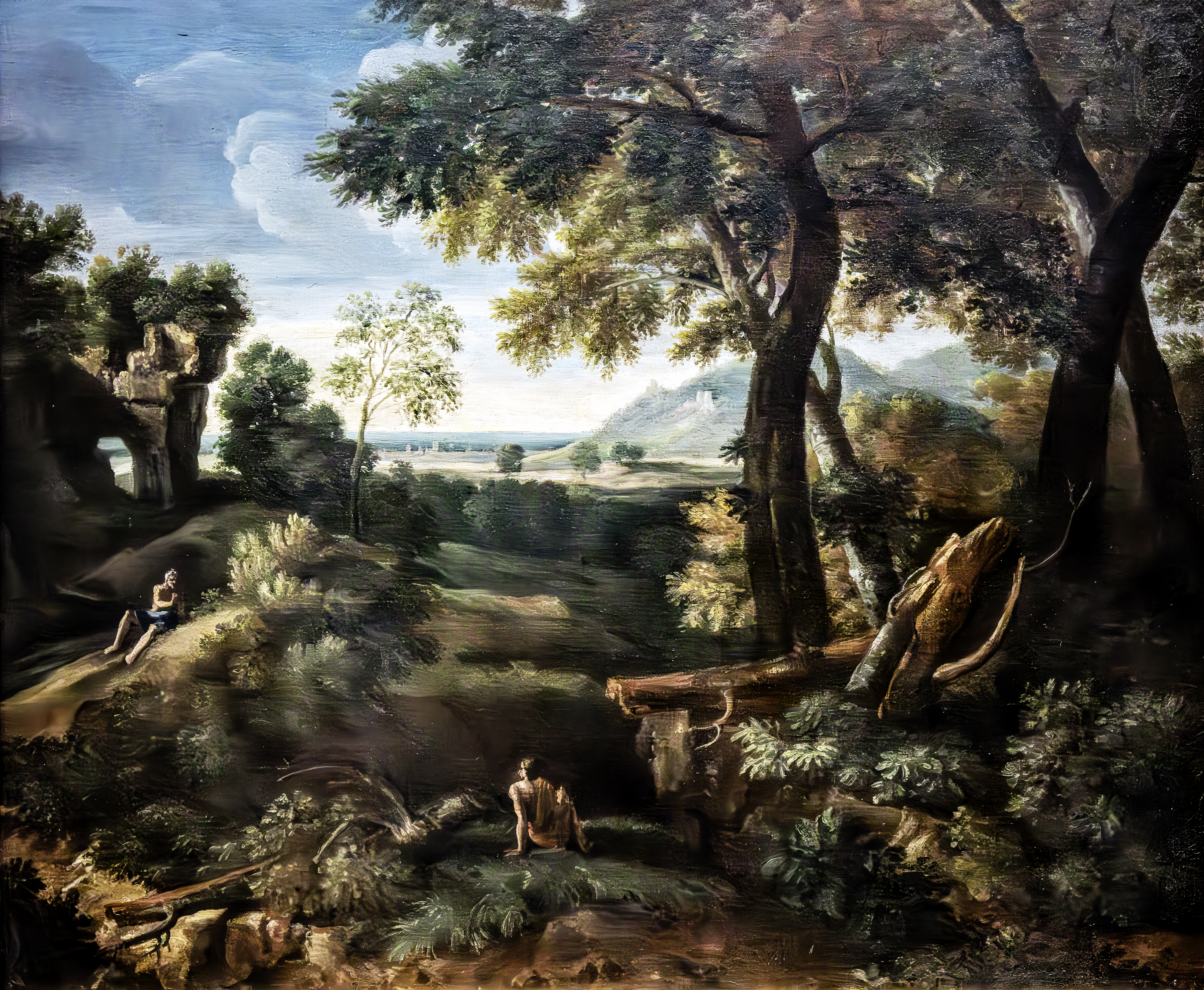
Paysage du Latium, (1671-1673) Pinacoteca Querini Stampalia Venise